# Wilhelm Neveling

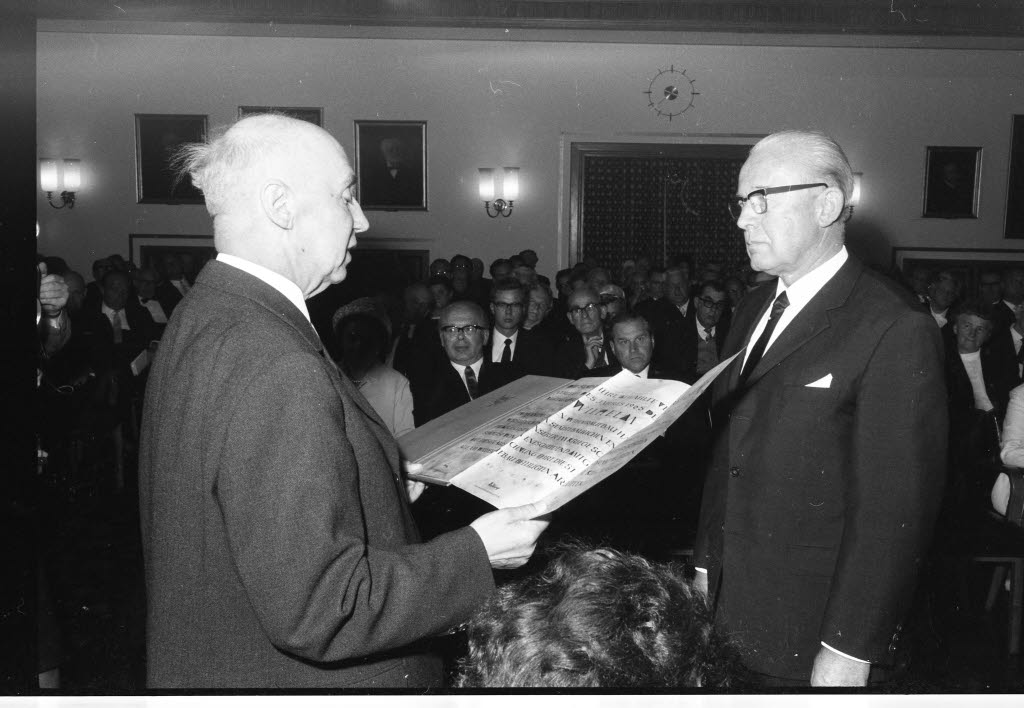
Wilhelm Neveling (rechts) in 1965

Wilhelm Neveling (Berlijn, 15 maart 1908 - 20 maart 1978) was een Duits architect.

## Biografie
Neveling studeerde architectuur aan de Technische Universiteit Berlijn en werd daar lid van het Corps Berolina. Later vestigde hij zich in Kiel, waar hij na de Tweede Wereldoorlog een belangrijke bijdrage leverde in de wederopbouw van de stad. Tot zijn werk behoren de Ostseehalle (1951), de nieuwe Kamer voor Handel en Industrie, het Auditorium Maximum, de Christian Albrechts Universiteit van Kiel, de constructies aan de Oslokaai en de herbouw van de Alte Markt in 1972. Dit laatste project werd algemeen bekritiseerd, omdat het de historisch stadsstructuur verstoorde en het openbaar plein volledig ondergeschikt maakte aan de commerciële bestemming van de panden.
Buiten Kiel werden ook het Kurmittelhaus in Lübeck-Travemünde, het inmiddels afgebroken filiaal van de Landesbank Schleswig-Holstein (thans HSH Nordbank) in Lübeck, het Ostsee-Gymnasium in Timmendorfer Strand en de Rhein-Mosel-Halle in Koblenz naar zijn plannen gebouwd. Hij was ook bekend als ontwerper van dorpskerken.
Neveling bekwam in 1936 de Schinkelpreis en in 1965 werd hij onderscheiden met de Cultuurprijs van de Stad Kiel.

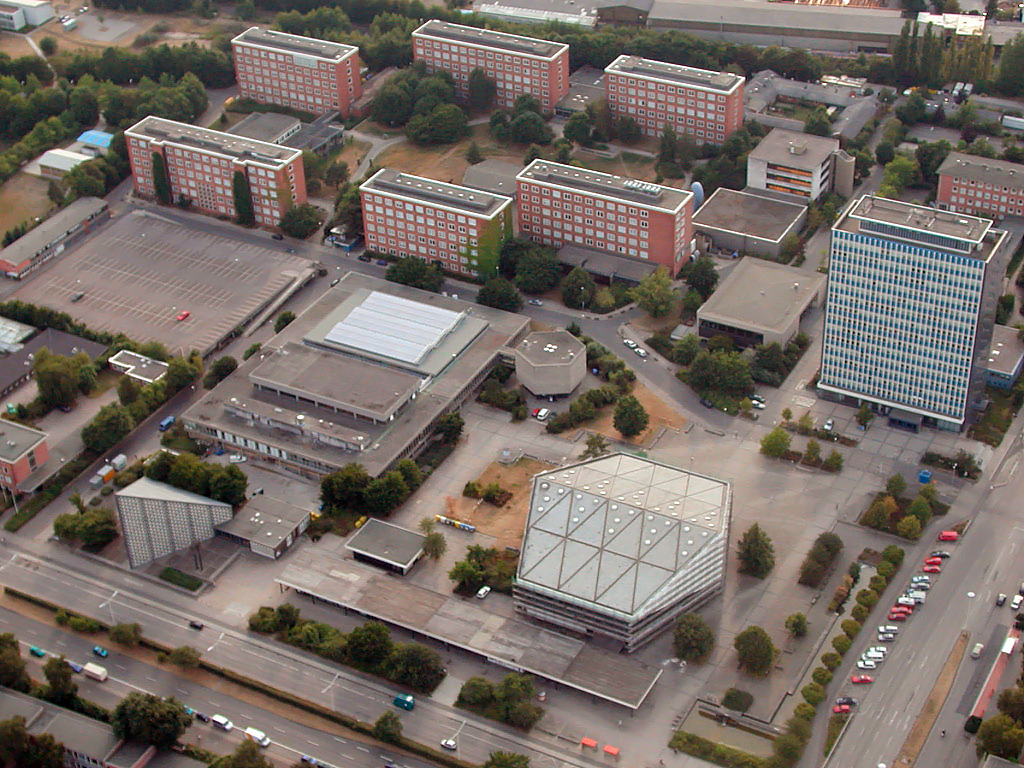
Audimax Kiel
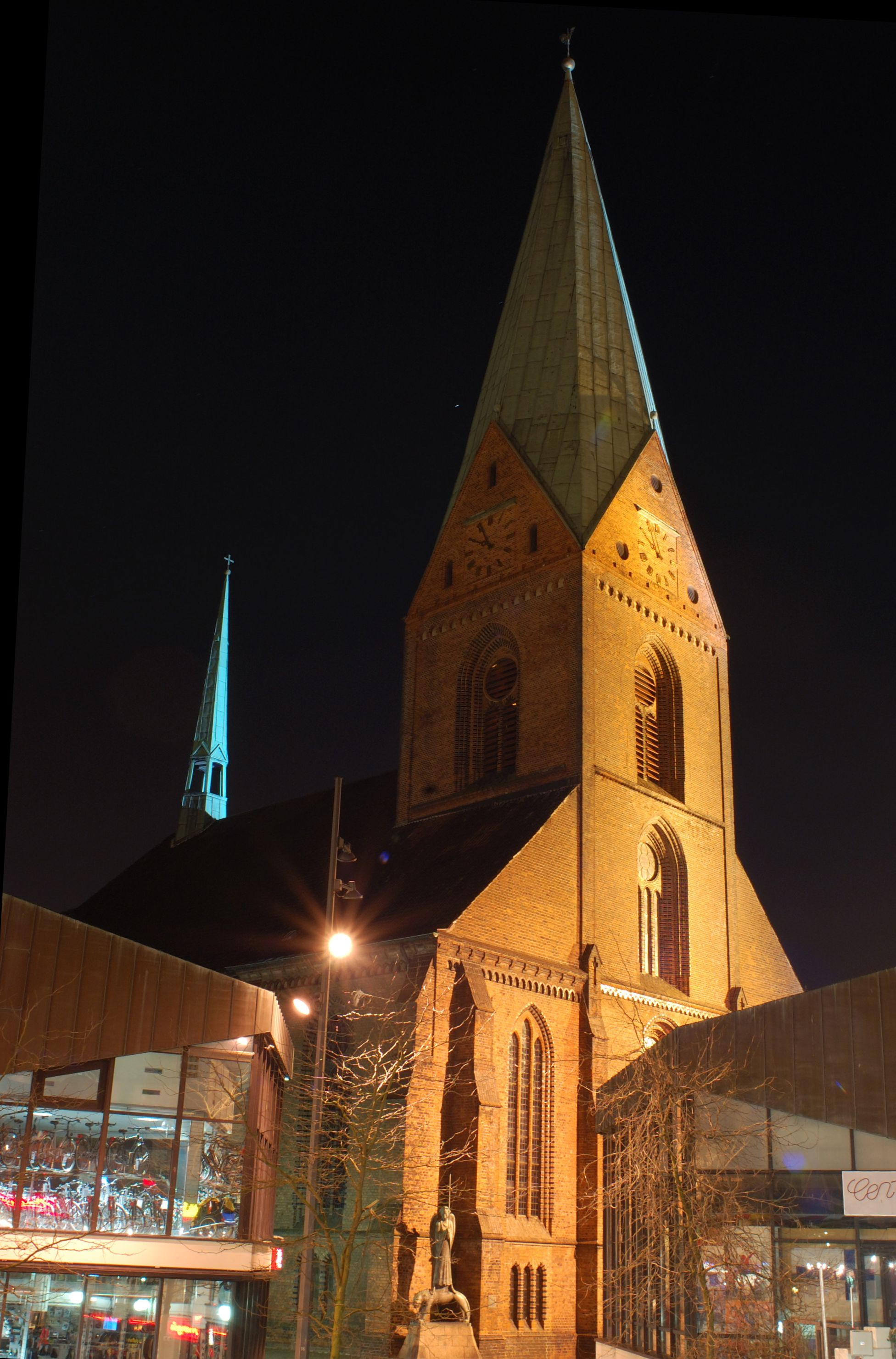
Alte Markt in Kiel